# Äthiopische Küche

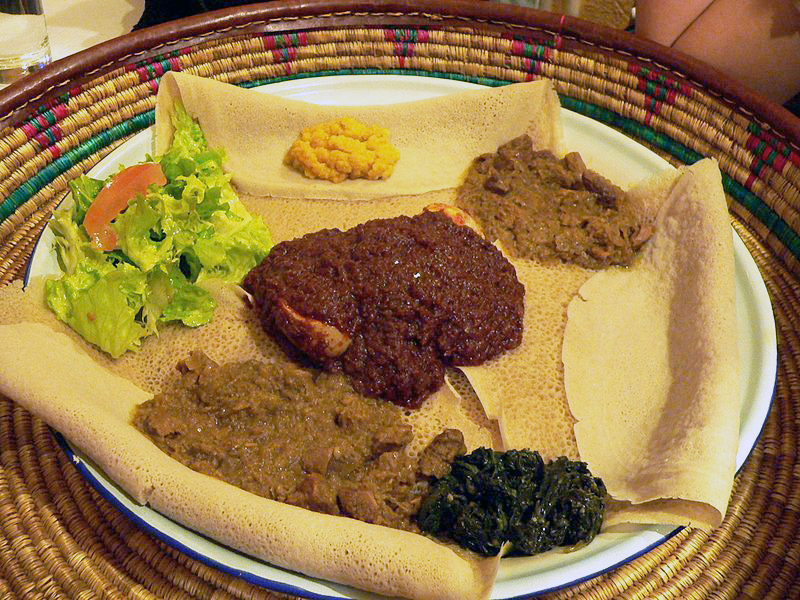
Injera und Wot

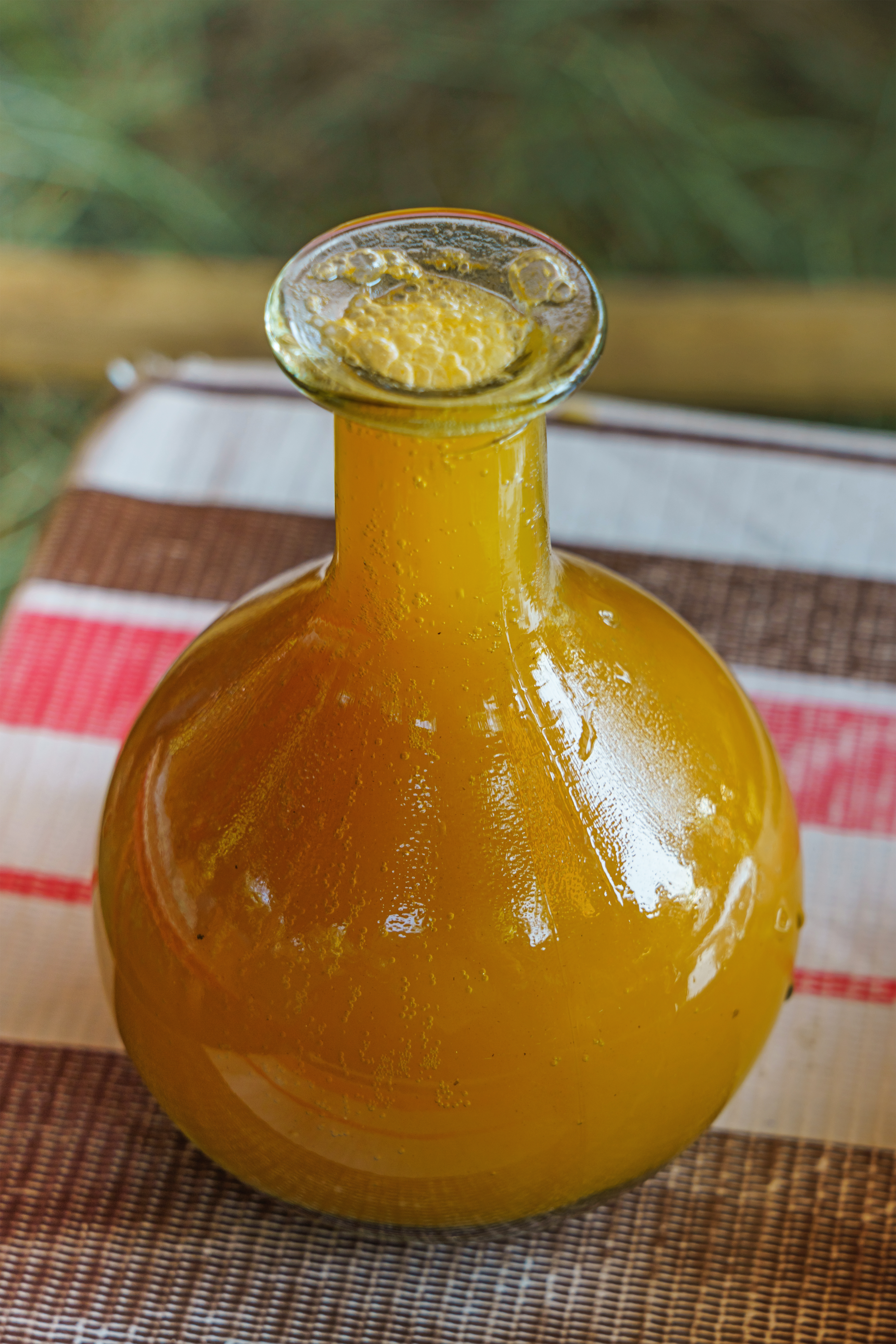
Tej

Die Äthiopische Küche (wie auch die Küche Eritreas) unterscheidet sich stark von den Essgewohnheiten sowohl des übrigen Subsahara-Afrika als auch des orientalischen Raums. Grundnahrungsmittel bildet ein spezielles Sauerteig-Fladenbrot namens Injera. Dieses wird idealtypisch hergestellt aus dem einheimischen äthiopischen Getreide Teff. Da Teff jedoch nur unter bestimmten Bedingungen von Höhe und Klima gut gedeiht und etwas teurer ist als andere Getreide, verbacken ärmere Menschen auch andere Getreide zu Injera. Dazu werden verschiedene Saucen, Wot genannt, serviert, die es in verschiedenen vegetarischen und fleischhaltigen Ausführungen gibt. Dabei gilt: Wer es sich leisten kann, isst Fleisch, wobei unter anderem Lammfleisch beliebt ist. Schweinefleisch wird dagegen nur von missionierten Christen gegessen, weil der Islam und die Äthiopisch-Orthodoxe Kirche dessen Verzehr ächten.
Die äthiopische Kirche verbietet, wie die meisten orthodoxen Kirchen, mittwochs und freitags sowie während der vorösterlichen Fastenzeit den Genuss von allen tierischen Produkten, so dass von Christen an diesen Tagen Linsenbrei oder Kichererbsenbrei verspeist wird. In Restaurants gibt es an diesen Tagen rein vegetarische bzw. vegane Gerichte, bei denen verschiedene Bohnen / Erbsen / Linsensorten in unterschiedlichsten Kombinationen zubereitet werden. Typische Speisen sind etwa der Gemüseeintopf Ye Zom Alitscha Wot [Zom -> fasten, Alitscha -> mild, Wot -> Sauce] oder der Sh‘ro Wot eine Sauce, die aus Saubohnen erzeugt wird. Gegessen wird mit der rechten Hand. Dabei ersetzt das Injera das Besteck und stellt zugleich die Beilage dar, bzw. das Brot. Man reißt einfach kleine Teile des Fladens ab, ergreift damit ein Stück der Fleisch- oder Gemüsezubereitungen und führt es zum Mund. Als besonders freundschaftlich gilt es, den anderen am Mahl Partizipierenden hin und wieder eine Portion direkt in den Mund zu stecken (Gursha). Generell ist das äthiopische Essen sehr scharf, meist durch das Gewürz Berbere oder  Mitmita. In den meisten äthiopischen Restaurants in Europa kann man aber auch mildere Varianten bestellen; eine scharfe, kalt verrührte Berbere-Soße wird dazu oft gesondert in kleinen Schälchen gereicht.
Eine besondere äthiopische Spezialität sind Gerichte aus rohem Rindfleisch. In seiner einfachsten Form wird es als tere siga gegessen. Gehobenere Varianten sind Kitfo und Gored Gored.
Äthiopische Getränke sind der Honigwein Tej, das einfachere Hirsebier Tella und im Land angebauter Kaffee, der traditionell frisch geröstet und in einer besonderen Kanne (Jabana) ausgeschenkt wird.

## Galerie

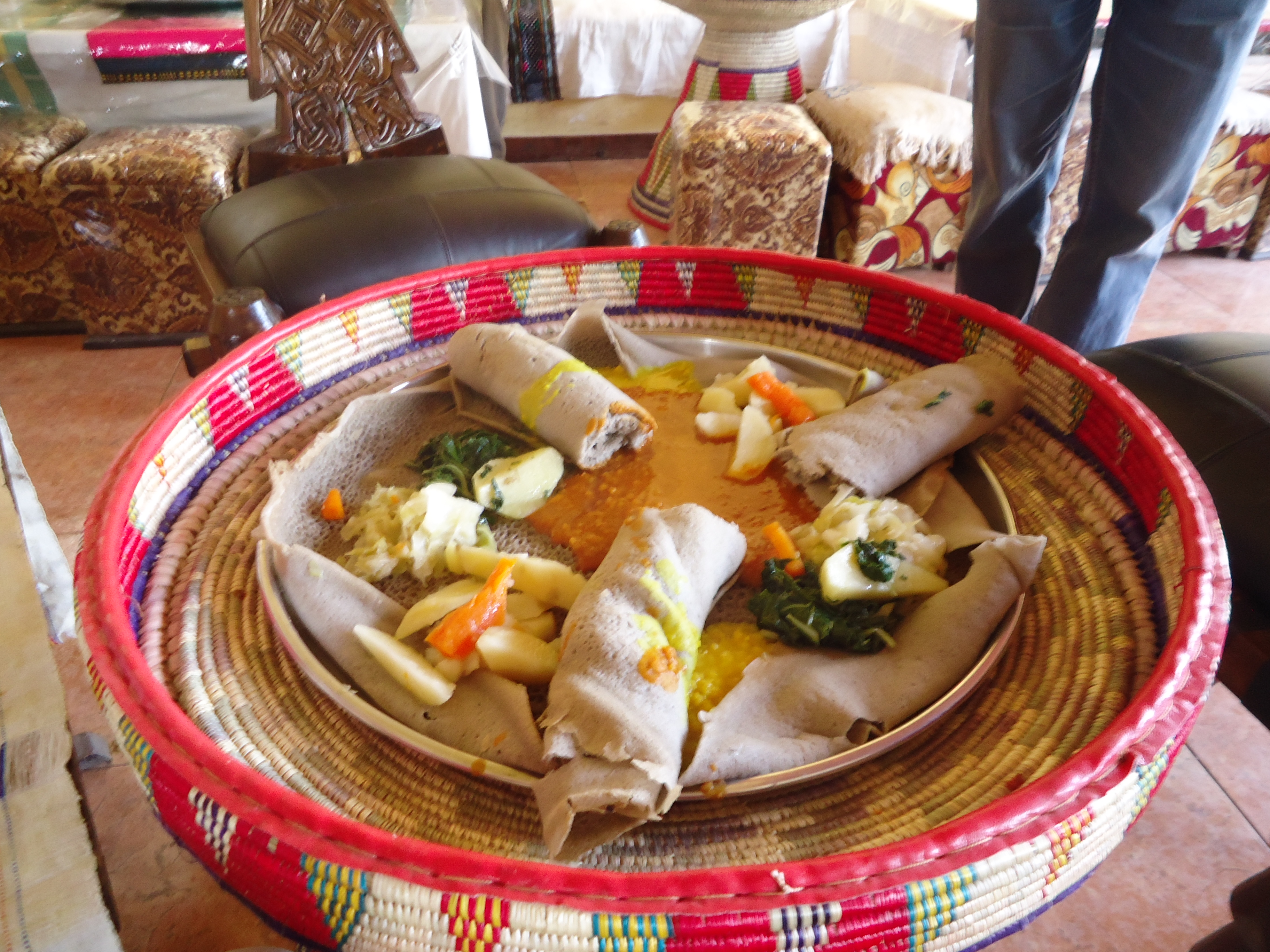
Äthiopisches Fastenessen: Shiro, Mesir Wot, Spinat, Weißkraut, Kartoffeln mit Injera
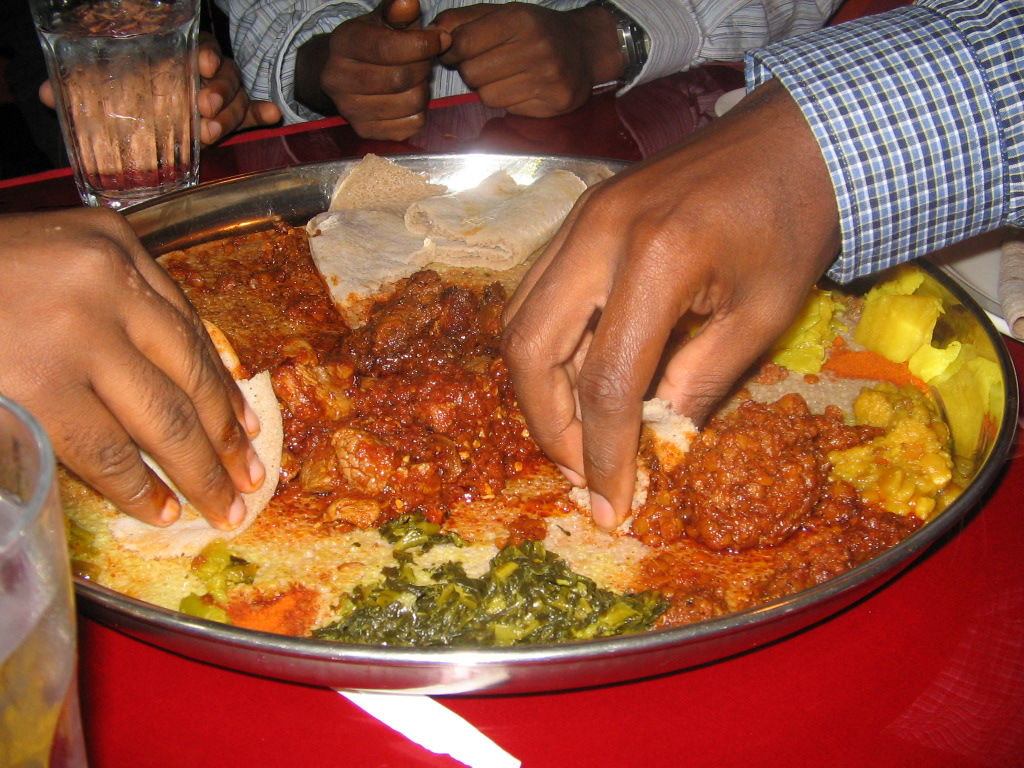
Fingertechnik
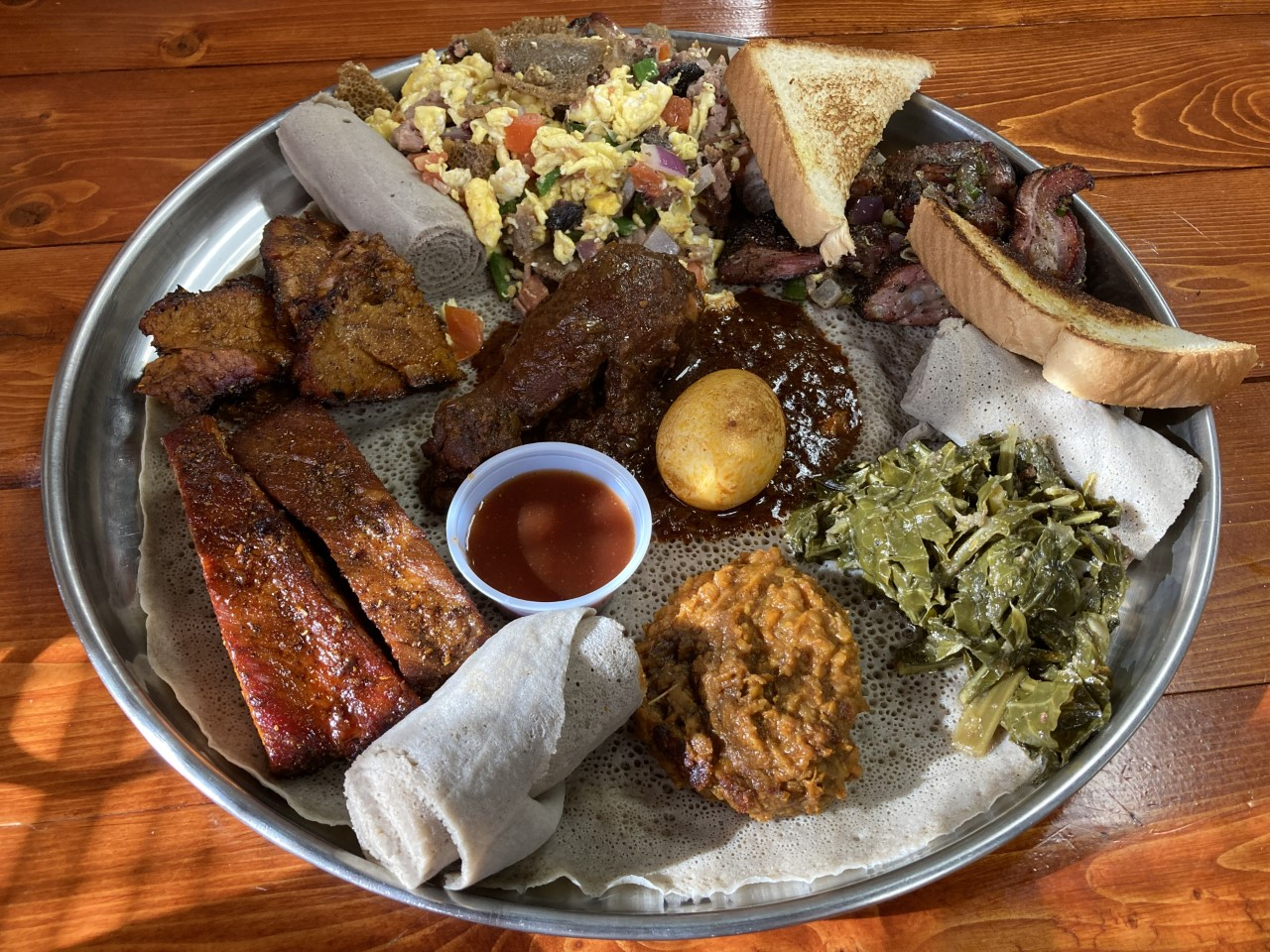
Traditionelle äthiopische Küche mit Barbecue im Texas-Stil